# Musée de la guerre de 1870 de Loigny-la-Bataille
Le musée de la Guerre de 1870 est situé à Loigny-la-Bataille, au sud du département français d'Eure-et-Loir en région Centre-Val de Loire.
Prenant la suite du premier mémorial ayant existé de 1907 à 2015, il a ouvert ses portes en 2017 et retrace l'histoire de la guerre franco-prussienne de 1870 et de la bataille de Loigny du 2 décembre 1870.

## Origine du mémorial

### L'église Saint-Lucain
En 1871, une grande souscription nationale est lancée pour financer la reconstruction d'une église commémorative, en remplacement de celle dédiée à saint Lucain, détruite pendant les combats.
Imaginée par l'architecte Lucien Douillard, la chapelle mortuaire du chœur est construite à partir de 1872, elle est décorée de peintures murales de Charles Lameire et Charles de Coubertin, ainsi que de vitraux de Nicolas Lorin.
Le chœur et la nef du nouvel édifice sont inaugurés en 1874. Le clocher sera érigé en 1899.
Sous le chœur, la crypte abrite un ossuaire où reposent les ossements de 1 300 soldats français, prussiens et bavarois, ainsi que les quatre tombeaux de :
- Louis-Gaston de Sonis (1825-1887), général ;
- Athanase de Charette de La Contrie (1832-1911), général ;
- Henri Édouard de Fouchier (1822-1906), commandant au 37ème de Marche ;
- Monseigneur Louis-Philippe Flavien Theuré (1835-1913), curé de Loigny-la-Bataille de 1861 à 1906.

En 1983, le chœur et la crypte-ossuaire sont classés monuments historiques, le reste de l'église bénéficiant d'une protection totale par son statut d'édifice inscrit. 

#### Mobilier
Les peintures dans l'église évoquent différents épisodes de la bataille, notamment les peintures murales du chœur.
Deux tableaux monumentaux de Lionel Royer de 1910 sont classés en tant qu'objets monuments historiques :
- Autel secondaire du bas-côté droit : La communion des zouaves, huile sur toile de Lionel Royer, 6 × 3 m,  Classé MH (1992)[2] ;
- Autel secondaire du bas-côté gauche : le général Gaston de Sonis, huile sur toile, pendant du tableau précédent,  Classé MH (1992)[3].

L'église Saint-Lucain
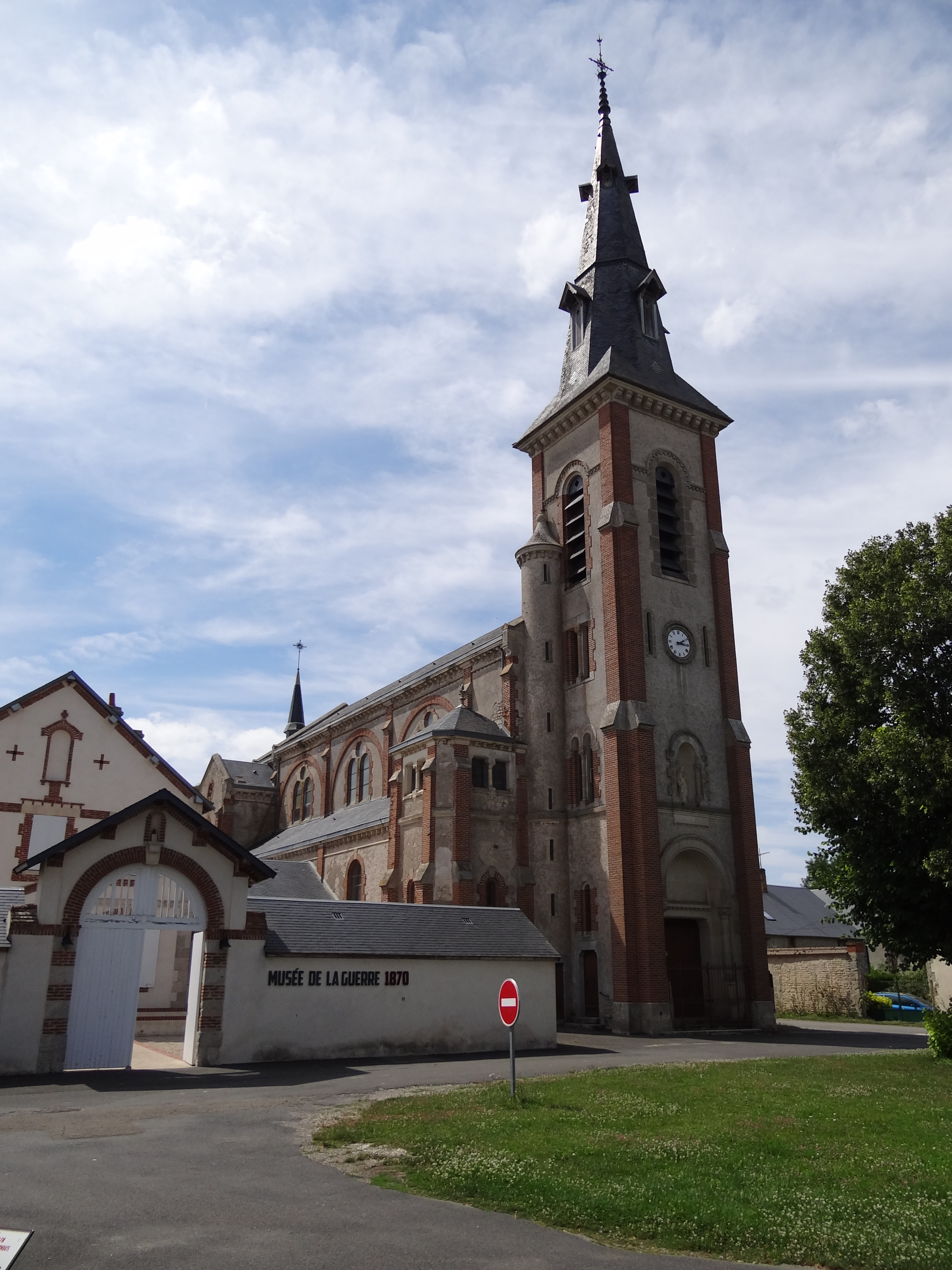
Vue générale.
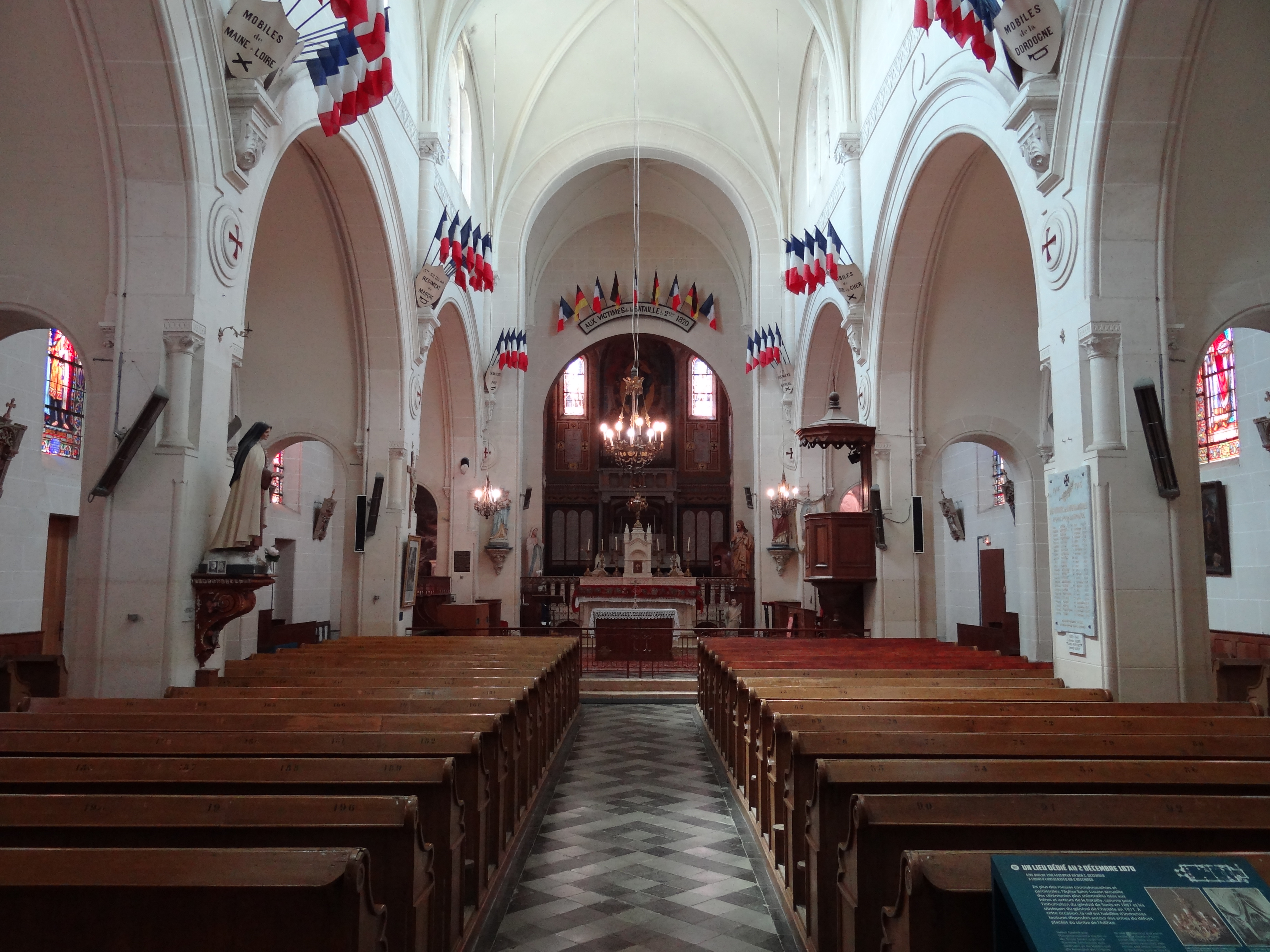
Intérieur de l'église.
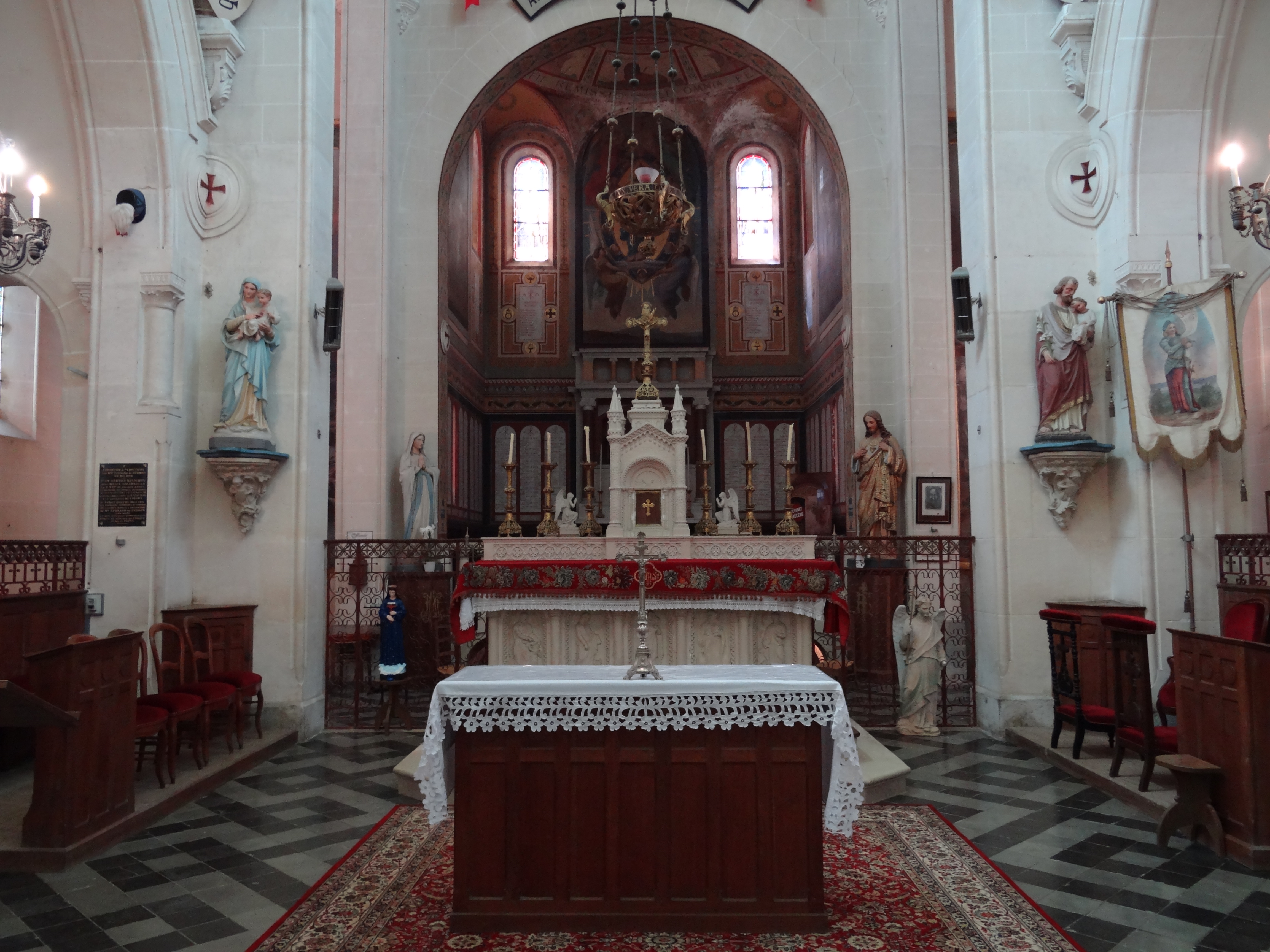
Intérieur de l'église.
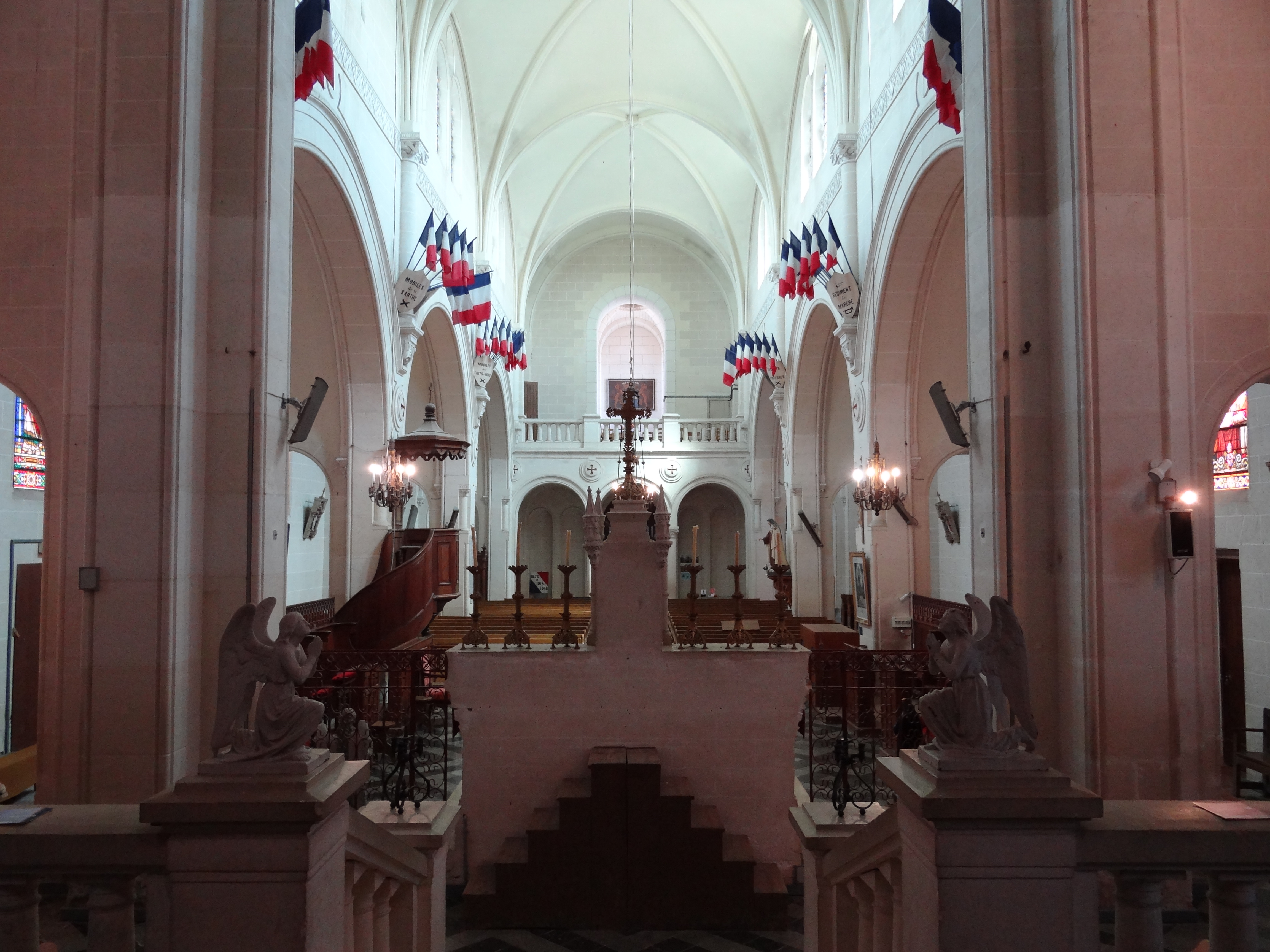
Intérieur de l'église.
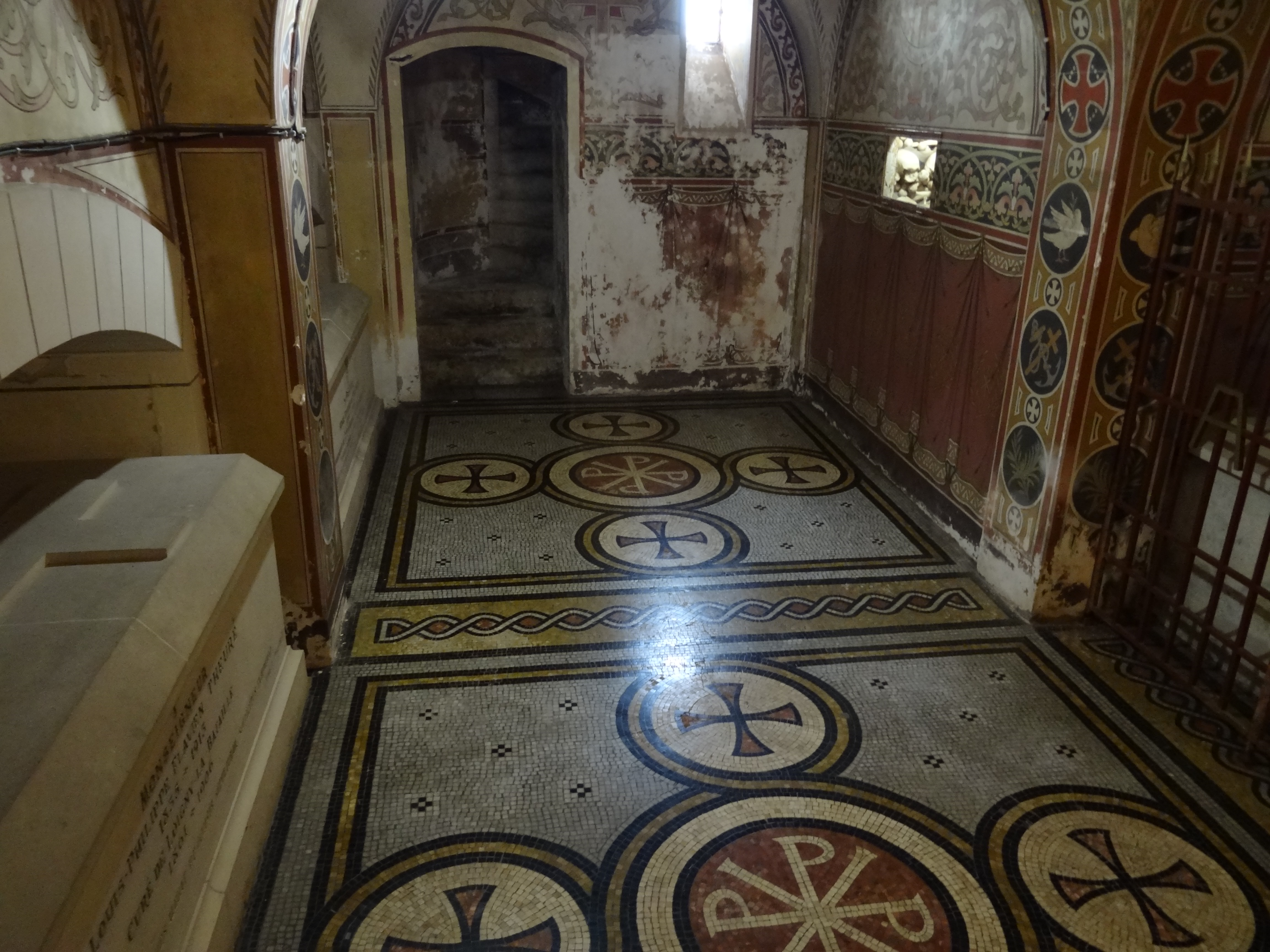
Crypte de l'église.
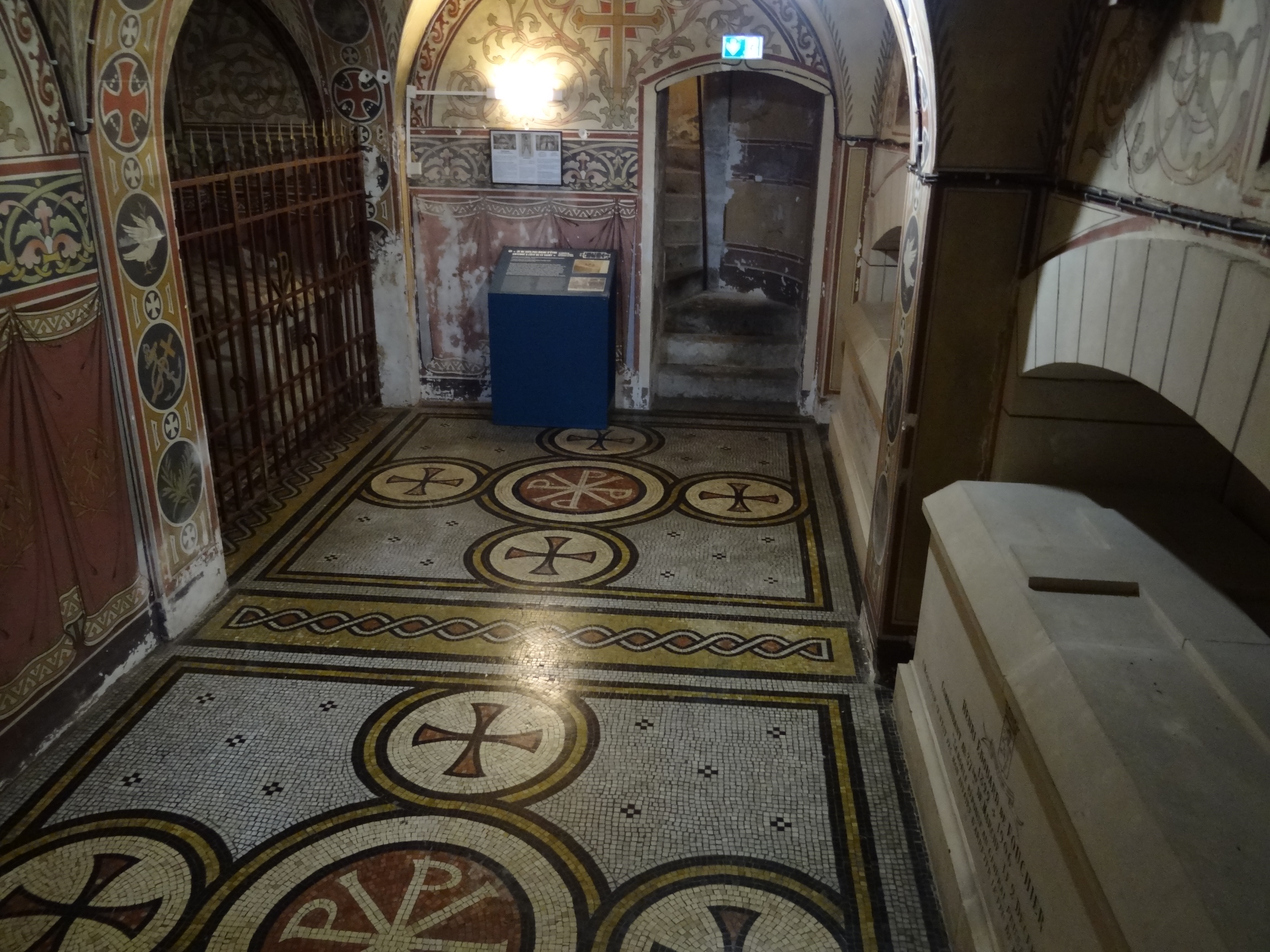
Crypte de l'église.
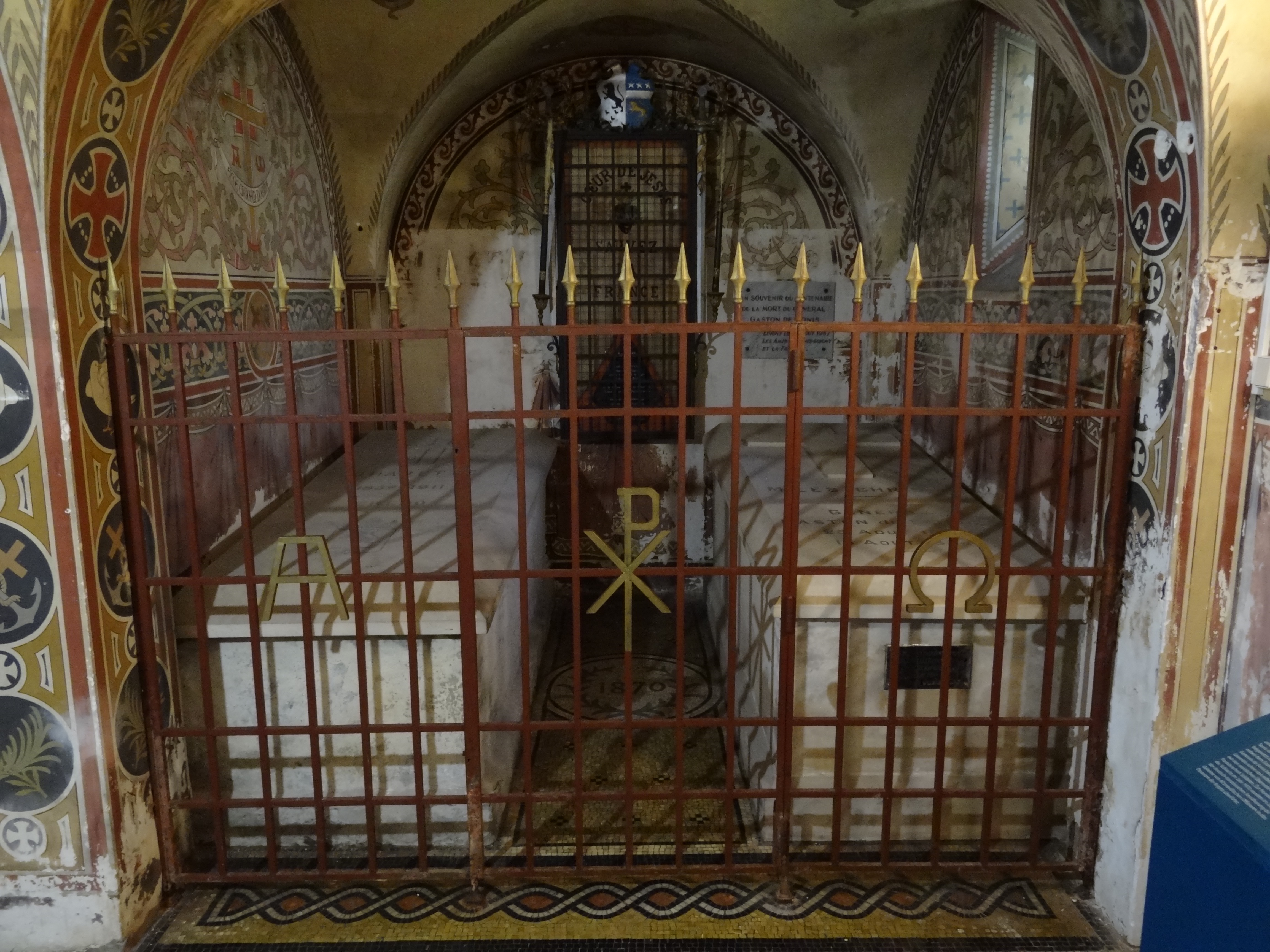
Tombeaux d'Athanase de Charette de La Contrie et de Louis-Gaston de Sonis.
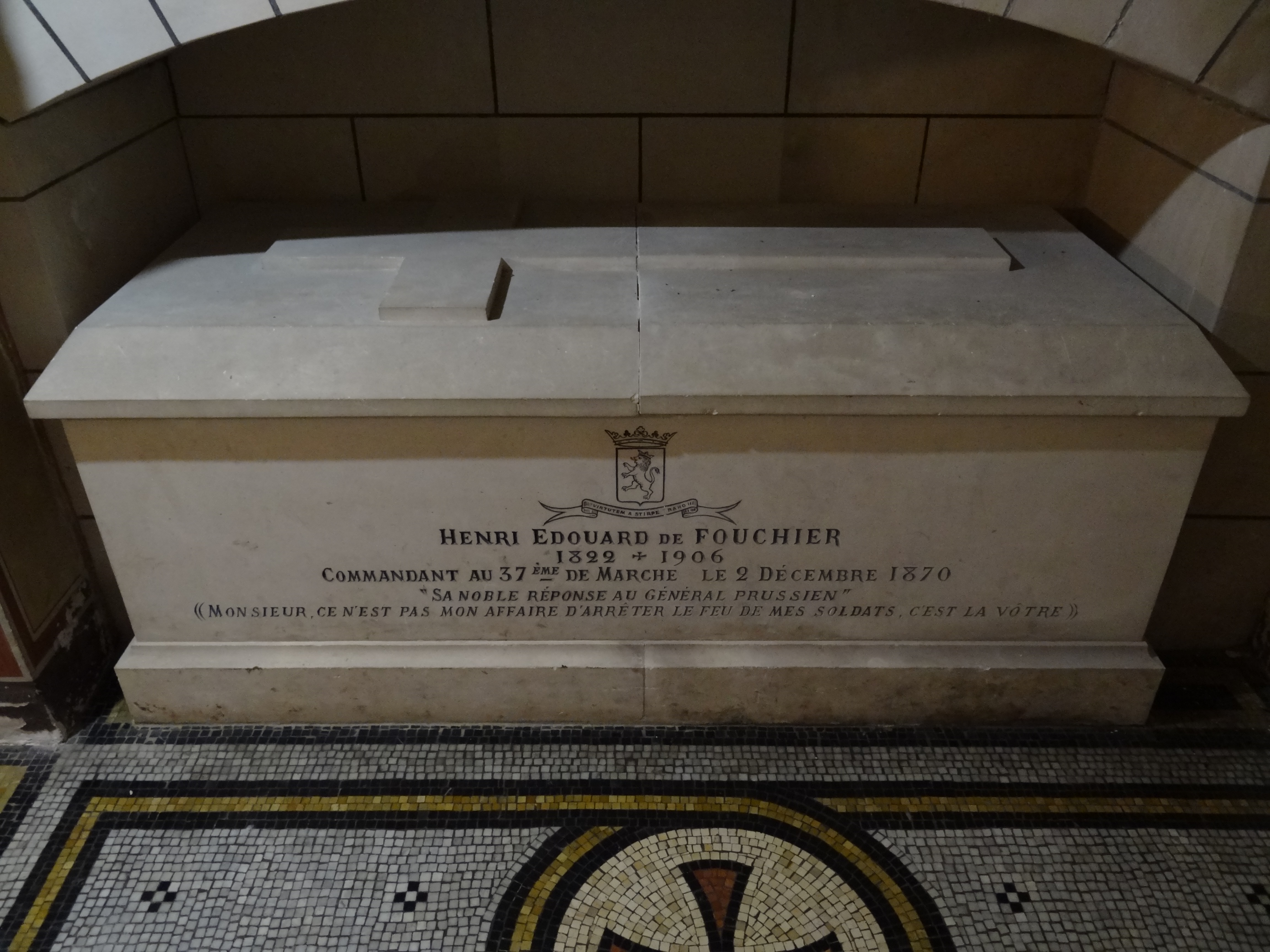
Tombeau d'Henri Édouard de Fouchier.
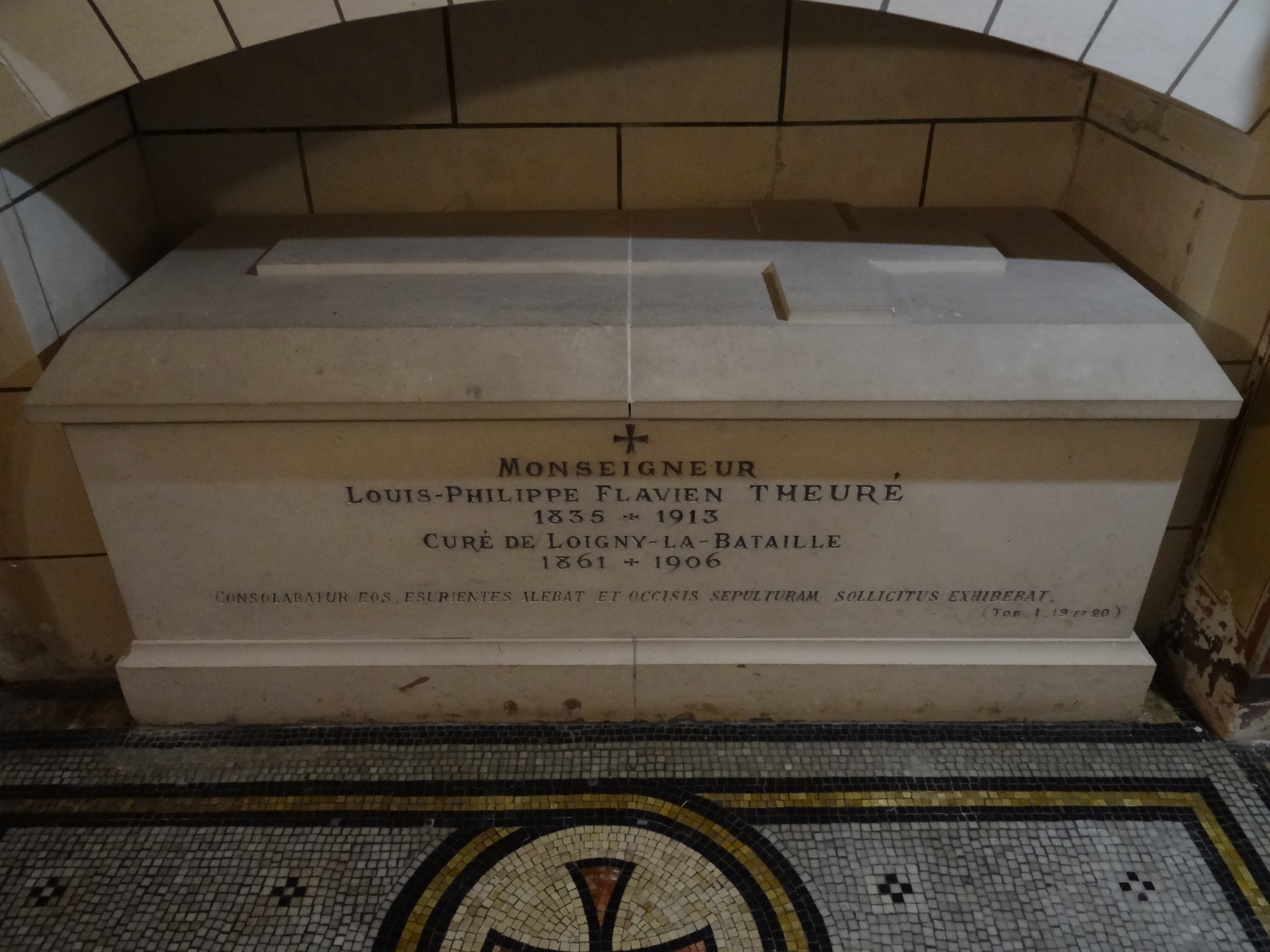
Tombeau de Louis-Philippe Flavien Theuré.
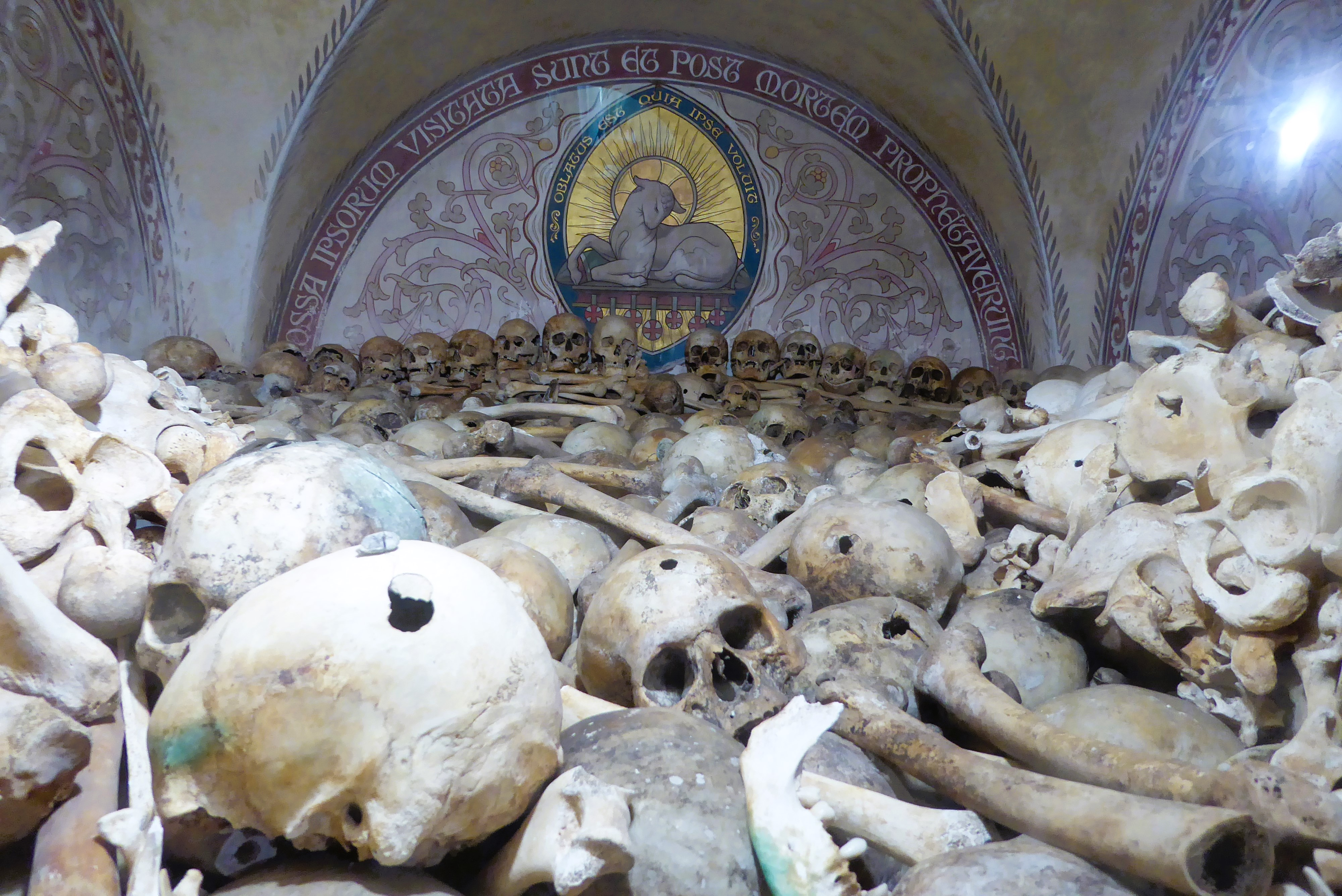
Ossuaire de la crypte.

Mobilier de l'église Saint-Lucain
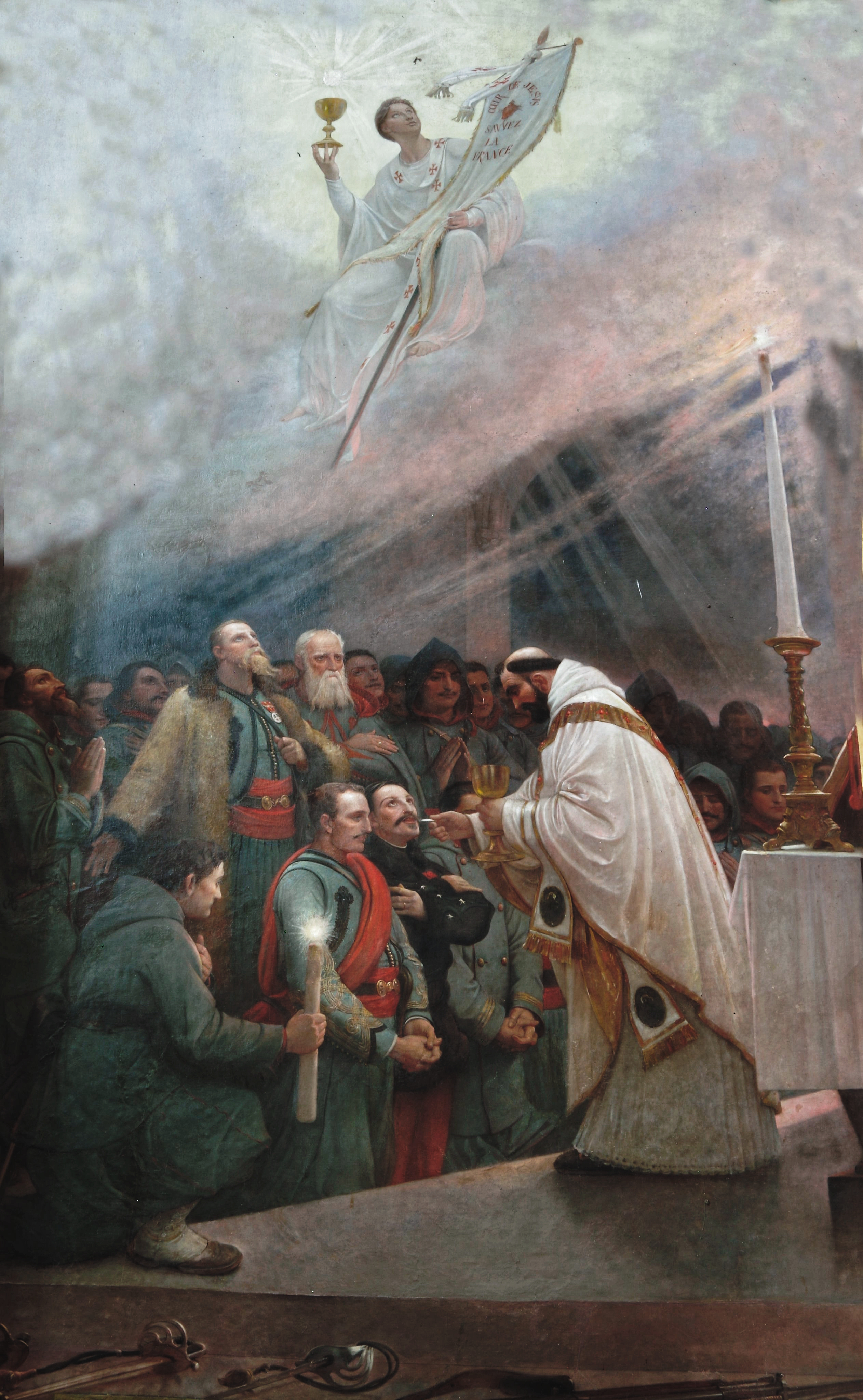
La communion des zouaves, Lionel Royer[2].
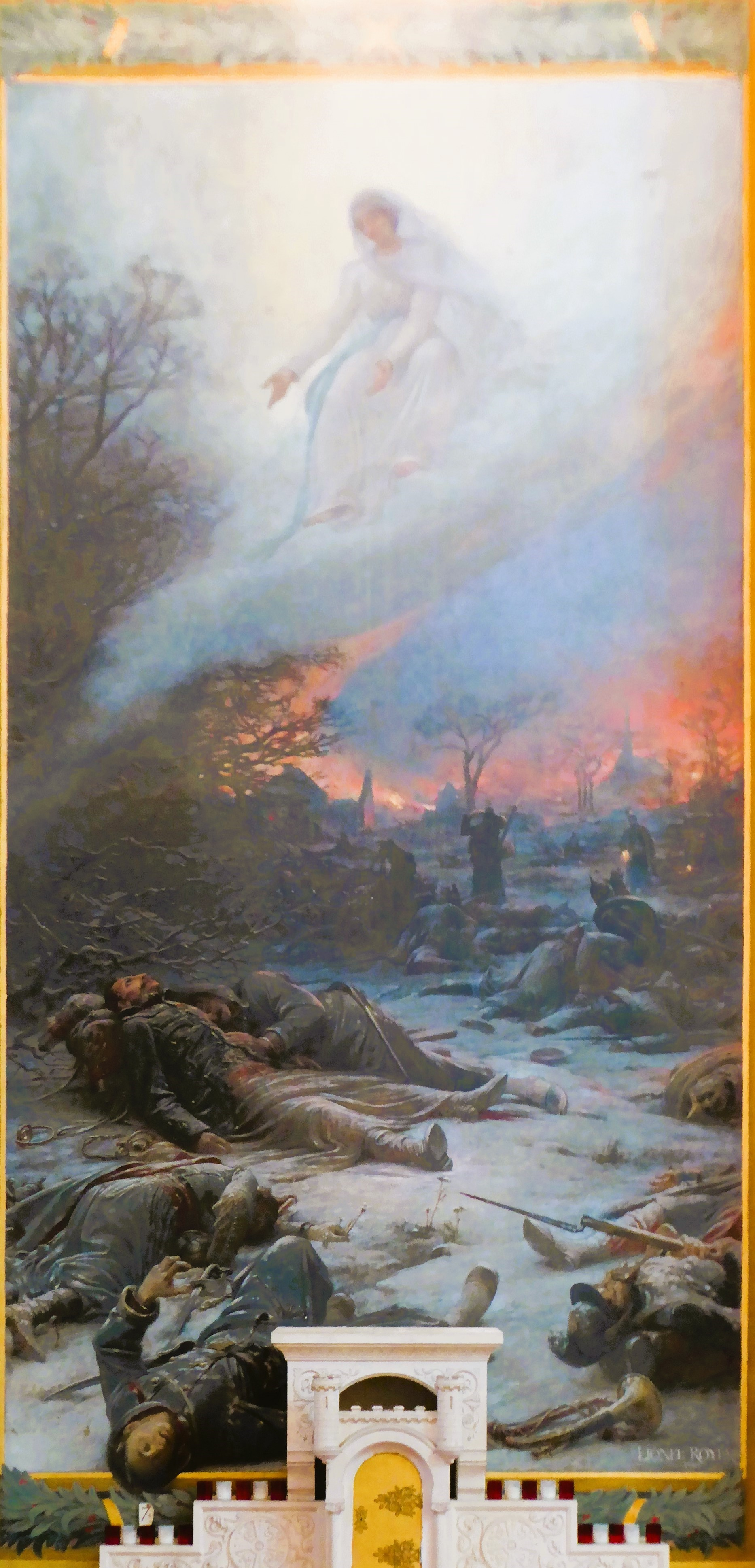
Le général Gaston de Sonis, Lionel Royer[3].
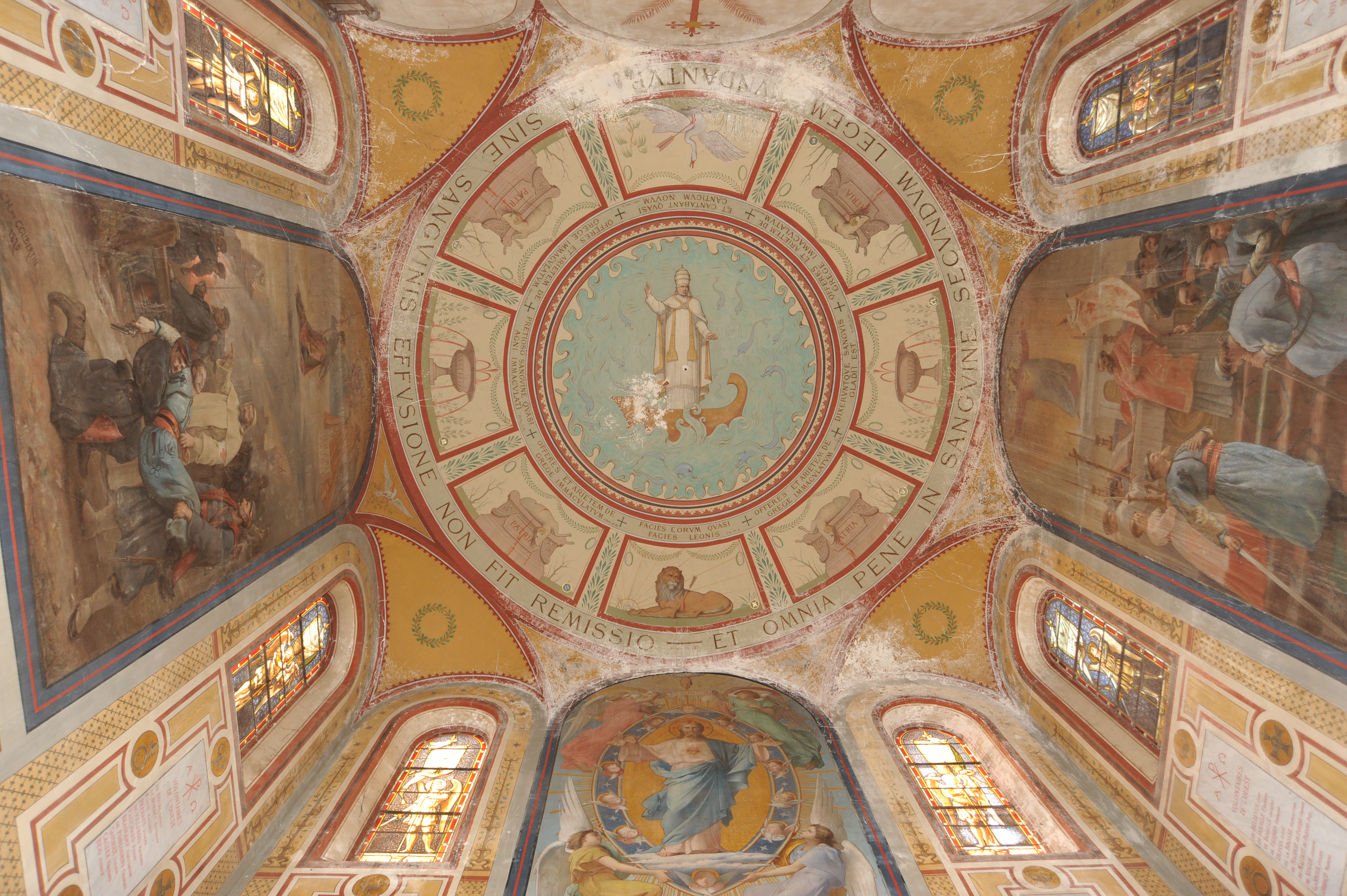
Les peintures murales du chœur.

### Le premier musée de 1907
À la fin de la guerre de 1870, les curés successifs de la paroisse de Loigny procèdent à une collecte d'objets militaires, ramassés sur le champ de bataille.
En 1907, un premier petit musée est créé dans le presbytère de la commune. À compter de cette date, les dons deviennent de plus en plus nombreux .
En 1956, le musée s'agrandit avec la construction d'un nouveau bâtiment, entre le presbytère et l'église. Il restera ouvert jusqu'en 2015.

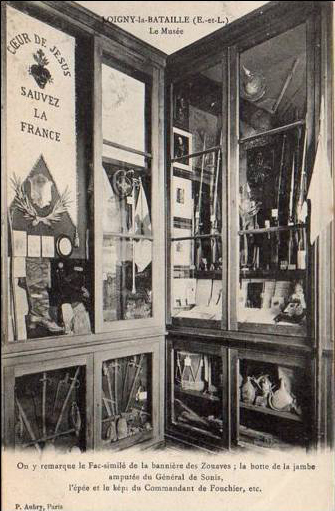
Le premier musée en 1907.

### Le Chemin de Mémoire
Depuis 2007, un Chemin de Mémoire est, en outre, aménagé sur le site de la bataille, afin de guider les visiteurs vers les monuments commémoratifs érigés sur les lieux les plus emblématiques.

## Le nouveau musée
Des travaux d'agrandissement et de réhabilitation du musée ont été menés durant 4 années. Le musée a investi le presbytère voisin de l'église. 
Ce nouvel espace muséal de 250 m2 intègre désormais la visite de l'église, en permettant une mise en valeur optimale des collections .

Le nouveau musée
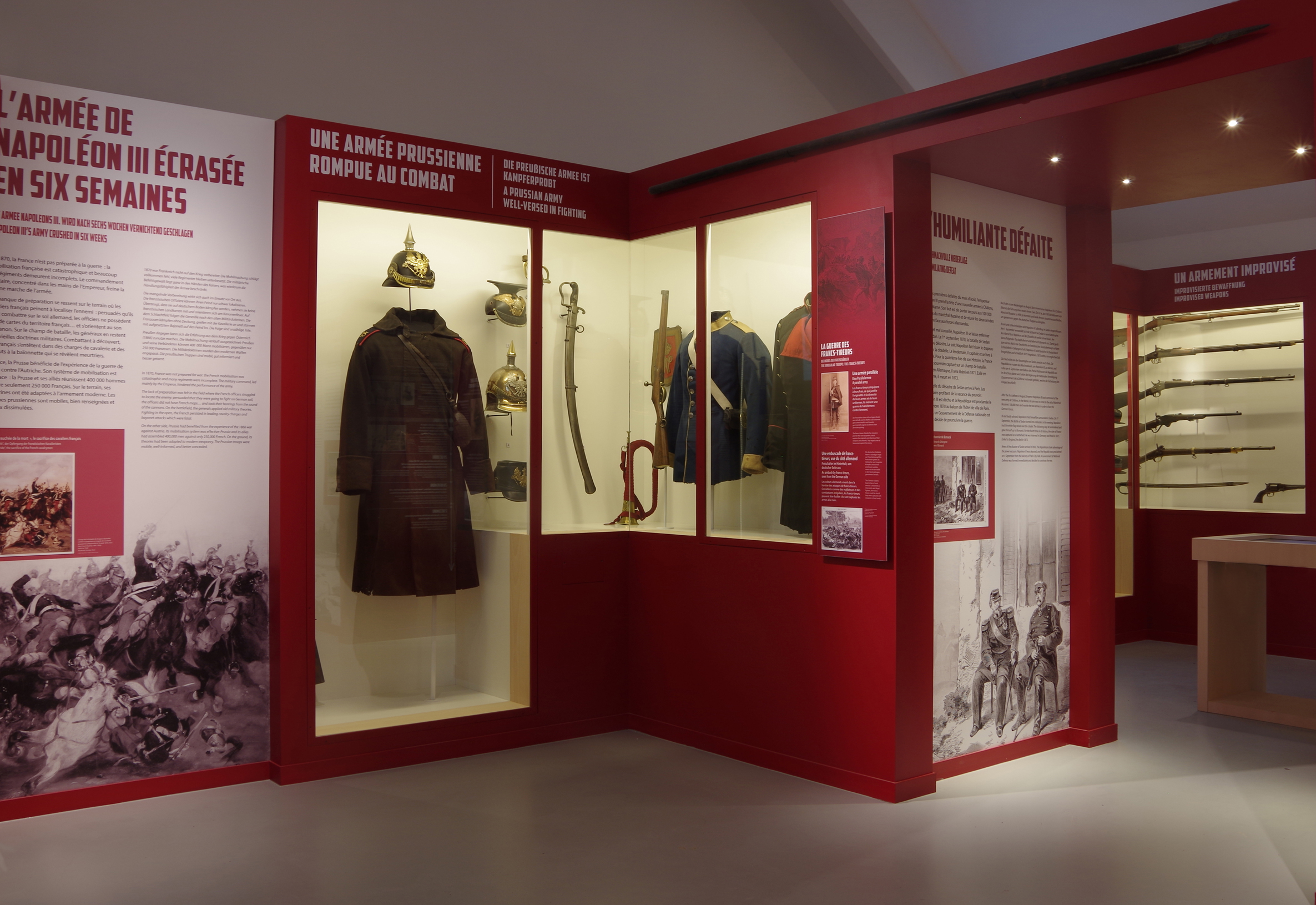
Vitrine.
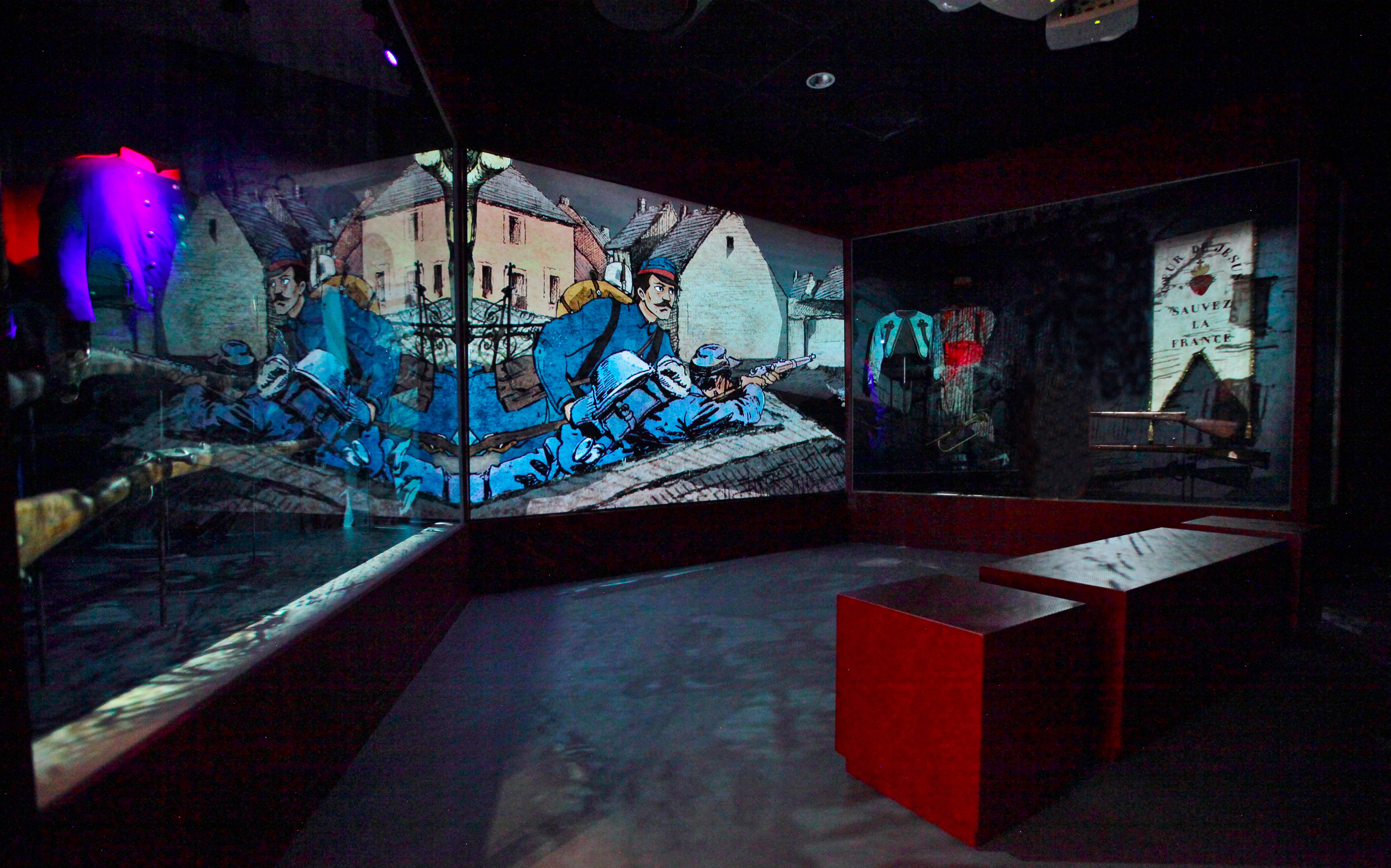
Salle immersive.
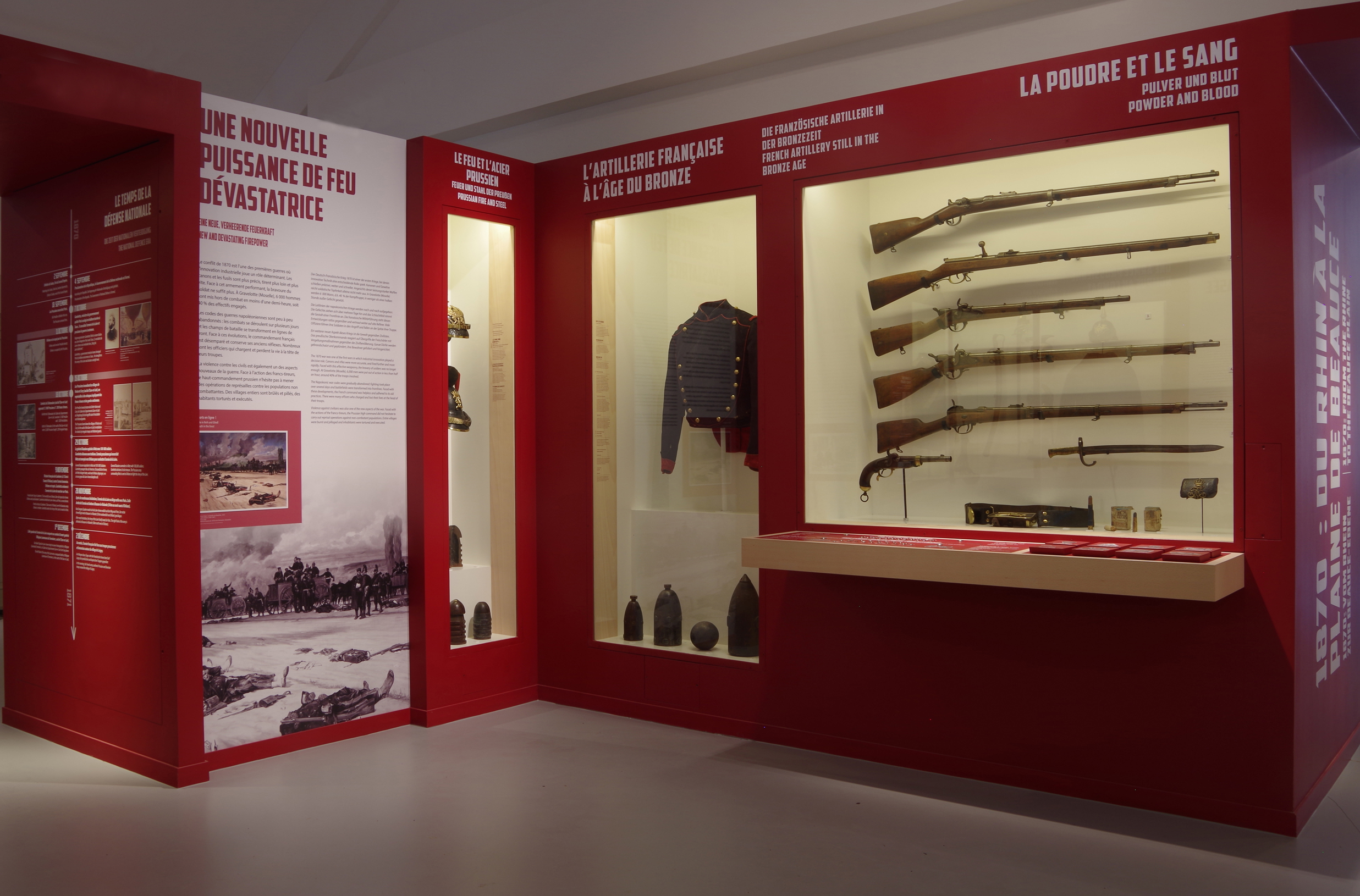
Vitrine.

Les nouveaux espaces d'exposition sont ouverts depuis le 16 septembre 2017 ,. Ils présentent de nombreux objets en relation avec le conflit : armes, costumes, dessins de Paul Richer, lithographies d'Hippolyte Lalaisse, peinture monumentale d'Antoine-Eugène Renouard (1825-1921).
- Parmi les dessins, sont exposés douze fac-similés à la mine d'encre de Paul Richer (1849-1933), représentant le village de Loigny et ses environs en 1870 alors que l'artiste était étudiant. Un dessin au fusain figure également la Nuit du 2 décembre 1870 avec le village et l'église de Loigny en flammes.

Œuvres de Paul Richer
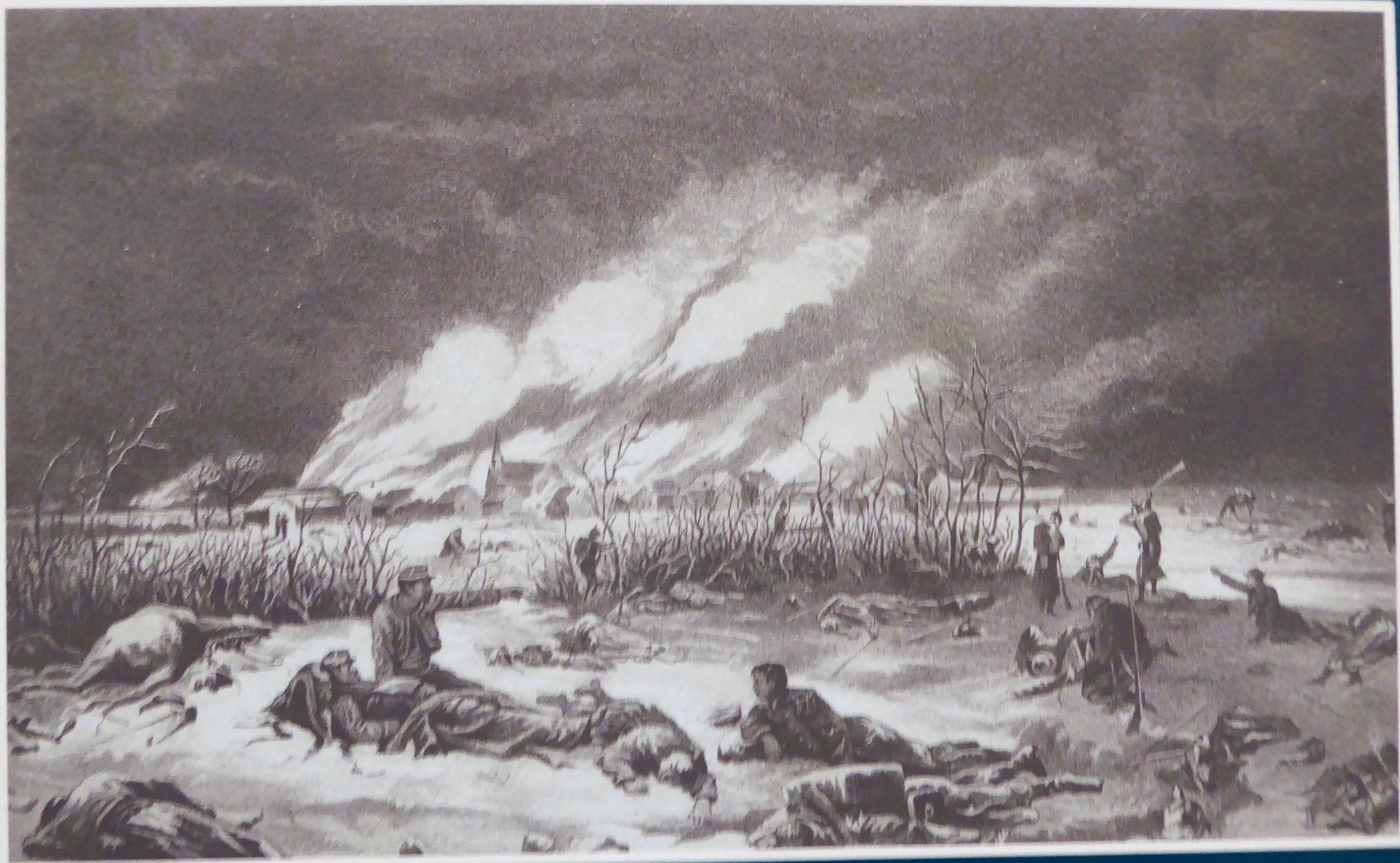
Le village et l'église de Loigny en flammes, nuit du décembre 1870.
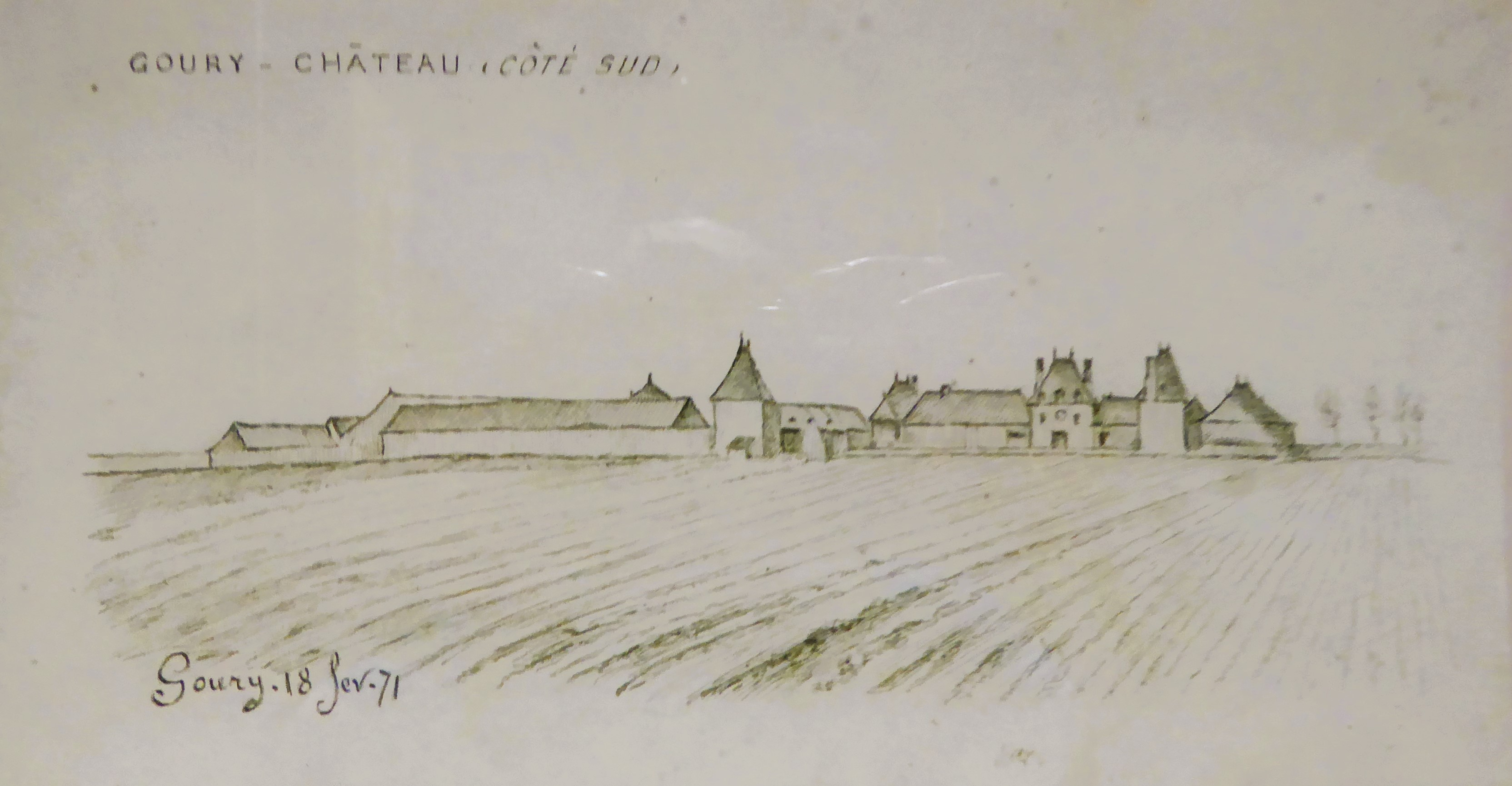
Château de Goury, côté sud, Loigny, 18 février 1871.
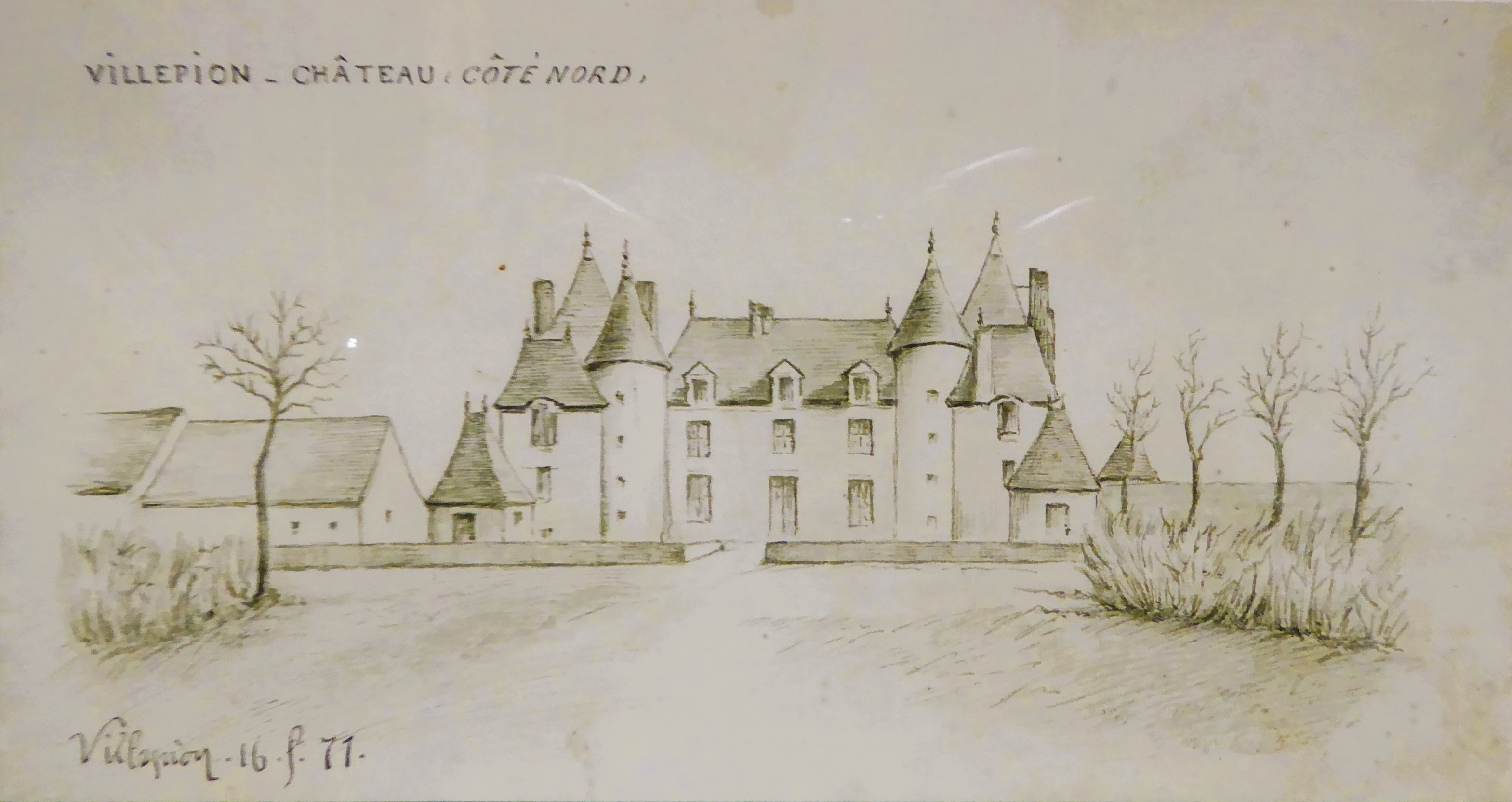
Château de Villepion, côté nord, Terminiers, 16 février 1871.
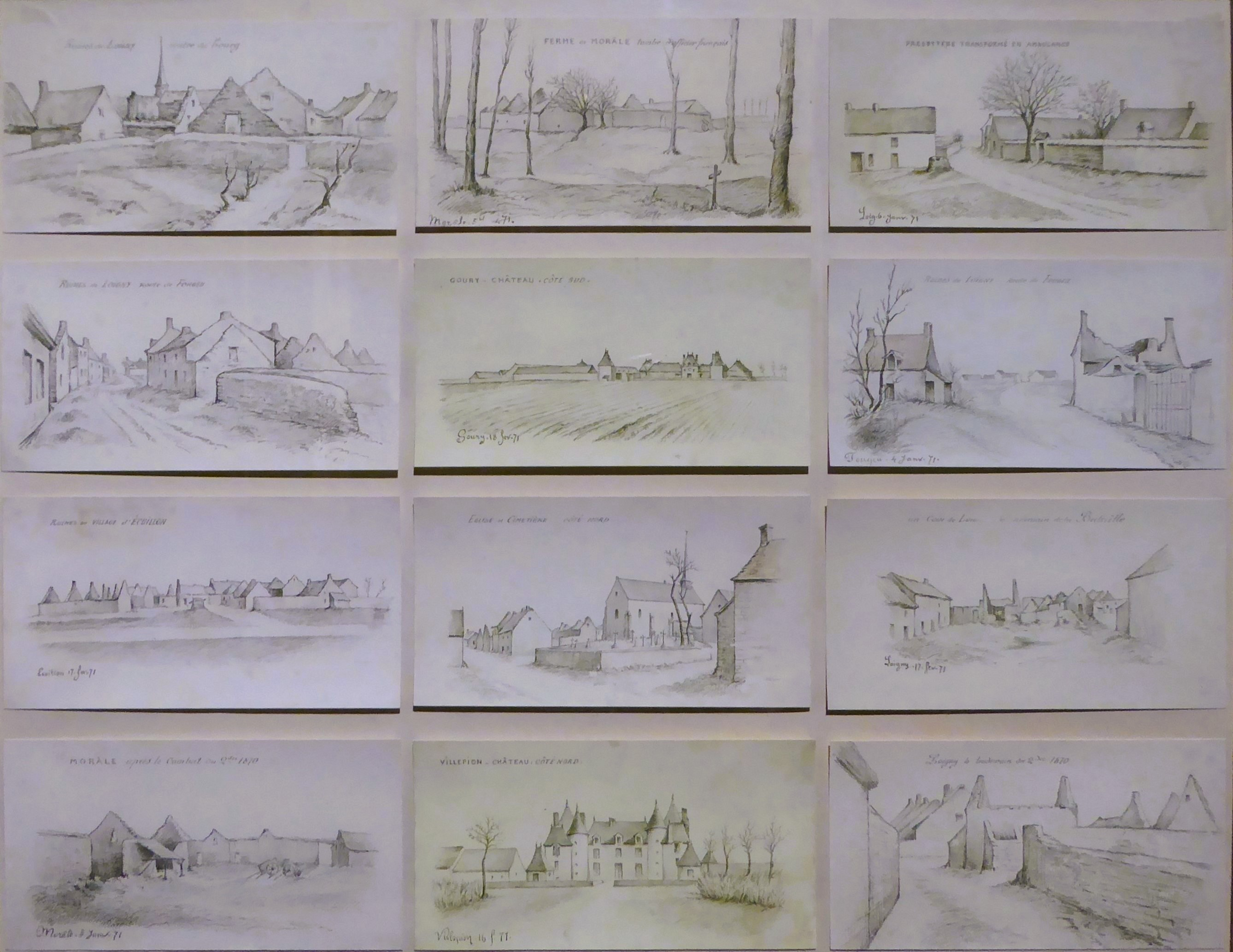
Les douze dessins exposés au musée de la guerre de 1870.